# Никао Сокаттак
«Никао Сокаттак» (англ. Nikao Sokattack) — футбольный клуб с Островов Кука, Является одним из самых титулованных клубов на Островах Кука. На счету Никао 7 чемпионских титулов, причём первый из них был добыт в 2000 году. Также клуб имеет в своем активе 11 побед в национальном кубке.

## Текущий Состав
на 12 августа 2021
| Игрок               | Страна             | Позиция      |
| Каюн Уиллис         | Флаг островов Кука | Вратарь      |
| Сеан Иона           | Флаг островов Кука | Вратарь      |
| Грефтон Потору      | Флаг островов Кука | Защитник     |
| Манас Унуйя         | Флаг островов Кука | Защитник     |
| Стефен Уиллис       | Флаг островов Кука | Защитник     |
| Роуруророа Ун       | Флаг островов Кука | Полузащитник |
| Джастин Шеферд      | Флаг островов Кука | Полузащитник |
| Морган Уичман       | Флаг островов Кука | Полузащитник |
| Парау Эллис         | Флаг островов Кука | Полузащитник |
| Окируа Элиу         | Флаг островов Кука | Полузащитник |
| Теарики Пумати      | Флаг островов Кука | Полузащитник |
| Джон Майкл Куиджано | Флаг островов Кука | Полузащитник |
| Аноанга Тисам       | Флаг островов Кука | Полузащитник |
| Тамаива Матеарики   | Флаг островов Кука | Нападающий   |
| Тору Матеарики      | Флаг островов Кука | Нападающий   |
| Теарики Матеарики   | Флаг островов Кука | Нападающий   |

## Внутренние достижения
- Чемпион Островов Кука — 2000, 2004, 2005, 2006, 2008, 2009, 2021[2]
- Обладатель Кубка Островов Кука — 1983, 2002, 2003, 2005, 2007, 2008, 2010-2012, 2020, 2021[3]

## Международная арена
Никао дважды участвовало в Клубном Чемпионате Океании (турнире-предшественнике Лиги чемпионов ОФК) — в сезонах 2004/05 и 2006. В первом случае островитяне по итогам двух матчей уступили клубу Мажента из Новой Каледонии в первом квалификационном раунде со счетом 1:9 (0:4 и 1:5). Во второй своей попытке Никао принимало участие в отборочном этапе к финальному раунду турнира, но успеха также не добилось. В первом матче со счетом 2:1 «Никао» уступило клубу «Туанаимато Бриз» из Самоа. Во второй встрече клуб «Лотоха’апаи» оказался сильнее «Никао» со счетом 1:3. Примечательно, что в обоих матчах островитяне выходили вперед в начале встречи, но удержать преимущество им не удавалось. В третьем матче «Никао» сыграло вничью 0:0 с клубом «Нокиа Иглз». В итоге клуб занял четвёртое место в группе, опередив лишь снявшийся с турнира клуб «ПанСа Соккер Клуб» из Американского Самоа
| Поз. | Клуб                | И | В | Н | П | ГЗ | ГП | РМ | О |
| ---- | ------------------- | - | - | - | - | -- | -- | -- | - |
| 1    | Нокиа Иглз          | 3 | 2 | 1 | 0 | 7  | 2  | 5  | 7 |
| 2    | Туанаимато Бриз     | 3 | 1 | 1 | 1 | 4  | 4  | 0  | 4 |
| 3    | Лотоха’апаи Юнайтед | 3 | 1 | 1 | 1 | 5  | 7  | -2 | 4 |
| 4    | Никао Соккатак      | 3 | 0 | 1 | 2 | 2  | 5  | -3 | 1 |
| 5    | ПанСа Соккер Клуб   | 0 | 0 | 0 | 0 | 0  | 0  | 0  | 0 |

- Клуб Нокиа Иглс квалифицировался в финальный раунд